# Eclissi solare del 26 febbraio 1998
L'eclissi solare del 26 febbraio 1998 è un evento astronomico che ha avuto luogo il suddetto giorno attorno alle ore 17.29 UTC.
L'eclissi, di tipo totale, è stata visibile in alcune parti del 
Nord America, del Centro America (Caraibi) e del Sud America (Aruba, Colombia, Galápagos e Venezuela).
La durata della fase massima dell'eclissi è stata di 4 minuti e 9 secondi e l'ombra lunare sulla superficie terrestre raggiunse una larghezza di 151 km.
L'eclissi del 26 febbraio 1998 è stata la prima eclissi solare nel 1998 e la 221ª nel XX secolo. La precedente eclissi solare si è verificata il 2 settembre 1997, la seguente il 22 agosto 1998.

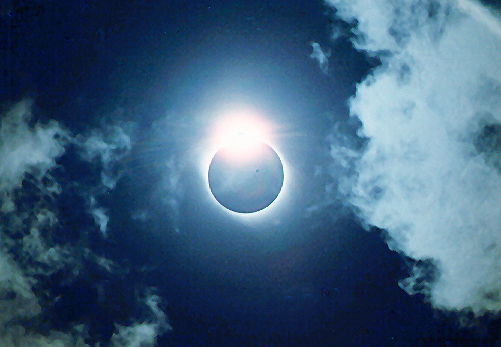
foto di istantanea dell'evento ripresa in Venezuela

## Eclissi correlate

### Eclissi solari 1997 - 2000
Questa eclissi è un membro di una serie semestrale. Un'eclissi in una serie semestrale di eclissi solari si ripete approssimativamente ogni 177 giorni e 4 ore (un semestre) in nodi alternati dell'orbita della Luna.

### Ciclo di Saros 130
Questa eclissi fa parte del ciclo di Saros 130, che si ripete ogni 18 anni, 11 giorni, contenente 73 eventi. La serie è iniziata con un'eclissi solare parziale il 20 agosto 1096. Contiene eclissi totali dal 5 aprile 1475 al 18 luglio 2232. Non ci sono eclissi anulari nella serie. La serie termina al membro 73 con un'eclissi parziale il 25 ottobre 2394. La durata più lunga della totalità è stata di 6 minuti e 41 secondi l'11 luglio 1619. Tutte le eclissi di questa serie si verificano nel nodo discendente della Luna.